# Coinage of the Roman Republic Online
Coinage of the Roman Republic Online (Abkürzung: CRRO) ist eine Onlineplattform, die der Erforschung der Münzprägung der Römischen Republik dient.
Zugrunde liegt das 1974 erschienene Standardwerk von Michael Crawford Roman Republican Coinage (RRC), dessen Typologie übernommen wird. Große internationale Münzsammlungen können mit Hilfe des Portals CRRO nach Kriterien wie Münzstätte, Münzmeister oder Fundort durchsucht werden, darunter die Münzsammlung des Britischen Museums und das Münzkabinett der Staatlichen Museen zu Berlin. Die Georeferenzierung ermöglicht es, die Münzstätten oder Fundorte auf einer Karte darzustellen.
Die American Numismatic Society in New York gab im Januar 2015 den Start des Webportals CRRO bekannt.